# Гамс, Вальтер
Конрад Вальтер Гамс (нем. Konrad Walter Gams, 9 августа 1934 — 9 апреля 2017) — австрийский миколог, ведущий специалист по почвенной микологии и грибам-гифомицетам.

## Биография
Родился в 1934 году в семье известного геоботаника Хельмута Гамса в Цюрихе.
В 1960 году защитил диссертацю доктора философии в Инсбрукском университете. С 1967 года работал в должности старшего научного сотрудника в Центральном бюро грибных культур (CBS) в Утрехте.
С 1972 года читал лекции в Техническом университете Ахена. С 1984 года состоял постоянным членом номенклатурного комитета по грибам Международного ботанического конгресса, с 1991 года был секретарём комитета.
В 1999 году Гамс ушёл с поста директора CBS, после чего продолжил работу в звании почётного старшего научного сотрудника. В 2001—2004 годах возглавлял Микологическое общества Америки.
Первые работы Вальтера Гамса были посвящены зигомицетовым грибам рода Mortierella. Впоследствии он стал мировым экспертом в области систематики гифомицетов, издал монографии сложнейших в систематическом отношении родов Acremonium (в широком смысле), Trichoderma, Fusarium, Verticillium.
В 2011 году Гамс стал одним из учёных, выступивших против отмены двойной номенклатуры грибов с половыми и бесполыми стадиями в жизненном цикле.
Обладатель награды Выдающемуся микологу Микологического общества Америки (2004), медали Антона де Бари Немецкого фитомедицинского общества (2012). Почётный член Микологического общества Америки и Британского микологического общества.

## Некоторые научные работы
- Dombsch K. H., Gams W. Pilze aus Agrarböden. — Stuttgart, 1970. — 222 p.
- Gams W. Cephalosporium-Artige Schimmelpilze. — Stuttgart, 1971. — 262 p.
- Dombsch K. H., Gams W., Anderson T.-H. Compendium of Soil Fungi. — Eching, 1980. — 672 p.
- Seifert K. A., Morgan-Jones G., Gams G., Kendrick B. The Genera of Hyphomycetes. — Utrecht, 2011. — 997 p.

## Роды и некоторые виды грибов, названные именем В. Гамса
- Gamsia M.Morelet, 1969
- Mortierella subg. Gamsiella R.K.Benj., 1978 — Gamsiella (R.K.Benj.) Benny & M.Blackw., 2004
- Cladosporium gamsianum Bensch et al., 2010
- Cyphellophora gamsii Crous, 2016
- Monocillium gamsii Ashrafi & W.Maier, 2017
- Mortierella gamsii Milko, 1974
- Trichoderma gamsii Samuels & Druzhin., 2006